# Chakassisch
Chakassisch (хакас тілі, chakas tįlį) is een officiële taal in Chakassië gesproken door de Chakassen. Het is een Turkse taal.
Het wordt gesproken door circa 45.000 mensen in Chakassië. De taal verliest steeds meer sprekers aan het Russisch.
Het Chakassisch wordt gerekend tot de Siberische- of Noordoost-Turkse talen. Omdat de onderlinge verschillen tussen de Turkse talen niet zo groot zijn hanteren niet alle taalkundigen dezelfde onderverdeling. Zo wordt ook wel een Zuid-Siberisch Turkse groep, waartoe dan het Chakassisch behoort, naast de Noordoost-Siberische onderscheiden. Een compromis is een Zuid-Siberische subgroep. V.G. Karpov rekent het Chakassisch echter tot de Oeigoer-Oghuzgroep.
De taal ontstond eigenlijk pas in de loop van de 19e en begin 20e eeuw uit de twee belangrijkste dialecten van de streek. In de Sovjettijd ging het gebruik van de taal geleidelijk achteruit omdat het onderwijs steeds meer Russischtalig werd. Minderheidstalen hadden geen prioriteit. De regering van de republiek die in 1992 ontstond stelt zich positiever op. Onderwijs vindt weer deels in het Chakassisch plaats. Er verschenen meerdere publicaties in deze taal, o.a. een kinderbijbel, kookboek en woordenboek. Van de bijna 73.000 Chakassen spreken nog ruim 42.000 deze taal (2010).
Vrijwel allen spreken ook Russisch. Beïnvloed door de omringende volken, bevat de taal veel leenwoorden uit het Russisch en Mongools. In tegenstelling tot de West-Turkse talen ontbreken leenwoorden uit het Arabisch en Iraans.

## Schrijfsysteem
Officieel wordt het Chakassisch geschreven met het Cyrillische alfabet.